# Manoir de la Valette
Le manoir de la Valette est un édifice situé à Le Mesnil-Simon, en France.

## Localisation
Le monument est situé dans le département français du Calvados, à Le Mesnil-Simon, lieudit les Balottes.

## Historique
L'édifice est daté du dernier quart du XVe siècle et du XVIe siècle.
L'édifice fait l'objet d'une mesure de protection au titre des Monuments historiques  car le manoir est inscrit en date du 15 décembre 2003.

## Architecture
Le manoir est dépourvu d'encorbellement et a conservé sa disposition d'origine.